# Totem (álbum de Faun)
Totem es el quinto álbum de estudio de Faun, fue lanzado el 2 de marzo de 2007.

## Lista de canciones
| N.º | Título                | Duración |  |
| 1.  | «Rad»                 | 3:57     |  |
| 2.  | «2 Falken»            | 4:59     |  |
| 3.  | «Sieben»              | 4:13     |  |
| 4.  | «November»            | 4:51     |  |
| 5.  | «Tinta»               | 4:54     |  |
| 6.  | «Unicorne»            | 4:22     |  |
| 7.  | «Karuna»              | 3:21     |  |
| 8.  | «Gaia»                | 6:21     |  |
| 9.  | «Zeit nach dem Sturm» | 5:58     |  |
| 10. | «Der stille Grund»    | 3:08     |  |

## Temática
Como es característico del grupo, en este álbum se reúnen sonidos y temas folklóricos de distintas regiones, con "Tinta" cantada en español, basada en un poema de José Melchor Gomis, "Unicorne" cantada en francés medio, basada en la composición "Ausi Conme Unicorne Sui" de Teobaldo I de Navarra y "Gaia" cantada en griego antiguo, basada en escritos de Homero, "Karuna" es la única instrumental del álbum, siendo las demás canciones (Rad, 2 Falken, Sieben, November, Zeit nach dem Sturm y Der stille Grund) cantadas en alemán.